# Polystichum kinabaluense
Polystichum kinabaluense är en träjonväxtart som beskrevs av Carl Frederik Albert Christensen. Polystichum kinabaluense ingår i släktet Polystichum och familjen Dryopteridaceae. Inga underarter finns listade.